# Višecvjetni sunovrat
Višecvjetni sunovrat (lat. Narcissus tazetta), vrsta sunovrata, ukrasna trajnica iz porodice zvanikovki raširena od zemalja Mediterana, na istok do Afganistana, Turkmenistana i Tadžikistana, te na jugoistoku Kine i Japanu. Uvezena je i u Sjevernu Ameriku, Australiju i Novi Zeland.
Spada među najviše sunovrate, naraste do 80 cm. visine. U Hrvatskoj je strogo zaštićena.

## Podvrste
1. Narcissus tazetta subsp. aureus (Jord. & Fourr.) Baker
2. Narcissus tazetta subsp. canariensis (Burb.) Baker
3. Narcissus tazetta subsp. chinensis (M.Roem.) Masamura & Yanagih.
4. Narcissus tazetta subsp. italicus (Ker Gawl.) Baker
5. Narcissus tazetta subsp. tazetta

## Sinonimi
- Hermione tazetta (L.) Haw.
- Jonquilla tazetta (L.) Raf.
- Narcissus linnaeanus Rouy
- Narcissus multiflorus Lam.
- Pancratium tazetta (L.) Sessé & Moc.